# ليو هورن
ليو هورن (بالهولندية: Leo Horn)‏ (29 أغسطس 1916 - 16 سبتمبر 1995)، كان حكم كرة قدم دولي، وكاتب صحفي من هولندا.
ولد هورن في سيتارد. انتقلت عائلته إلى أمستردام في عام 1928. أصبح هورن كاتبًا في إحدى الشركات وأصبح حكمًا للهواة، أنهى مسيرته الرياضية بسبب إصابة في الركبة.

## المسيرة
كان هورن مسؤولاً عن مباراة إنجلترا والمجر الشهيرة عام 1953 على ملعب ويمبلي، وهو واحد من أربعة حكام فقط حكموا نهائيين لكأس أوروبا "دوري أبطال أوروبا حالياً"، حيث قام بتحكيم نهائي 1957 ونهائي 1962.
قرب نهاية مسيرته المهنية، تم تعيين هورن للحكم في مباراة ليدز يونايتد ضد فالنسيا في كأس إنتر انترناشيونال فيرز في 2 فبراير 1966. وحكم آخر مباراة له مع أياكس ضد بلغاريا في 31 أغسطس 1966.

## روابط خارجية
- ليو هورن على موقع Soccerway.com (الإنجليزية)